# Exkulpation
Unter der Exkulpation (von lat. culpa, „Schuld“) wird in der Rechtswissenschaft die Schuldbefreiung einer Person verstanden.

## Zivilrecht
Nach § 831 BGB haftet eine Person, weil gesetzlich vermutet wird, sie habe einen anderen, der in Ausführung einer Verrichtung einem Dritten widerrechtlich einen Schaden zugefügt hat, nicht sorgfältig ausgewählt (Auswahlverschulden) oder überwacht (Überwachungsverschulden). Diese Vermutung kann die Person widerlegen und sich durch den sog. Entlastungsbeweis exkulpieren.
Gem. § 831 BGB haftet der in Anspruch genommene Geschäftsherr – anders als bei der Zurechnung gem. § 278 BGB – nicht für das fremde Verschulden des von ihm eingesetzten Dritten (Verrichtungsgehilfen), sondern für das eigene Auswahl- und Überwachungsverschulden, d. h. für die eigene vorwerfbare Pflichtverletzung, den eingesetzten Gehilfen nicht sorgfältig ausgewählt (Selektionsverschulden) oder überwacht (Überwachungsverschulden) zu haben. Maß und Umfang dieser Pflichten richten sich nach der Verkehrsanschauung, der Art der Verrichtung und den Besonderheiten des Einzelfalles.
§ 831 Abs. 1 Satz 1 BGB begründet einerseits eine Verschuldensvermutung, der Geschäftsherr habe den Verrichtungsgehilfen nicht sorgfältig ausgesucht und überwacht. Andererseits wird vermutet, die Pflichtverletzung des Geschäftsherrn sei kausal für die Schädigung geworden.
Für den Geschäftsherrn besteht jedoch die Möglichkeit, sich trotz der Pflichtverletzung der Hilfsperson entlasten zu können, wenn er bei der Auswahl der bestellten Person und, sofern er Vorrichtungen oder Gerätschaften zu beschaffen oder die Ausführung der Verrichtung zu leiten hat, bei der Beschaffung oder der Leitung die im Verkehr erforderliche Sorgfalt beobachtet hat (§ 831 Abs. 1 S. 2 Fall 1 BGB) oder wenn der Schaden auch bei Anwendung dieser Sorgfalt entstanden sein würde (rechtmäßiges Alternativverhalten, § 831 Abs. 1 S. 2 Fall 2 BGB).
Hat der Geschäftsherr den Verrichtungshilfen nicht persönlich ausgewählt, sondern beispielsweise ein Personalleiter, kann der Geschäftsherr den sog. dezentralisierten Entlastungsbeweis führen, wenn er den Personalleiter ordnungsgemäß ausgesucht und überwacht hat. Diese Exkulpationsmöglichkeit wird jedoch nach den Grundsätzen über das Organisationsverschulden wieder eingeschränkt. Wird die Organisationspflicht verletzt, liegt eine Verletzung einer Verkehrssicherungspflicht vor, die eine Haftung des Geschäftsherrn aus § 823 Abs. 1 BGB begründen kann.
Gelingt die Exkulpation, haftet gegebenenfalls der Verrichtungsgehilfe.
Eine Exkulpation ist auch bei Verletzung einer Aufsichtspflicht (§ 832 Abs. 1 Satz 2 BGB), der Tierhalterhaftung (§ 833 Satz 2 BGB), bei der Haftung des Grundstücksbesitzers (§ 836 Abs. 1 Satz 2 BGB) und zugunsten eines Fahrzeugführers möglich (§ 18 Abs. 11 Satz 2 StVG).

## Strafrecht
Unter Exkulpation wird im Strafrecht das Handeln ohne Schuld verstanden. Schuldunfähigkeit besteht gem. § 19 StGB bei Kindern und gem. § 20 StGB wegen seelischer Störungen. Liegt ein Schuldausschließungsgrund vor, wird die Tat nicht bestraft.
Ist die Fähigkeit des Täters, das Unrecht der Tat einzusehen oder nach dieser Einsicht zu handeln, aus einem der in § 20 bezeichneten Gründe bei Begehung der Tat zwar nicht aufgehoben, aber erheblich vermindert, kann die Strafe gem. § 21 StGB gemildert werden (sog. Dekulpation). Mit Hilfe eines psychiatrischen Gutachtens entscheidet das Gericht, ob die Schuldfähigkeit erkrankungsbedingt vermindert oder aufgehoben ist.